# Йейлско училище по медицина
Йейлското училище по медицина е американско частно медицинско училище в рамките на Йейлския университет, намиращо се в гр. Ню Хейвън, щата Кънектикът, САЩ. То е основано през 1810 г. като Медицинско учреждение на Йейлския колеж и официално отваря врати през 1813 г.
Основно университетско лечебно заведение за училището е Болницата „Йейл – Ню Хейвън“.
Училището има медицинска библиотека „Харви Къшинг и Джон Хей Уитни“, която е сред най-големите съвременни медицински библиотеки, известна със своите исторически колекции.
Сред преподавателите са 25 членове на Националната академия на науките на САЩ и 24 изследователи от Института по медицина на САЩ.